# Eddie Tolan
Thomas Edward ("Eddie") Tolan (Denver, Colorado; 29 de septiembre de 1908 - Detroit, Míchigan, 30 de enero de 1967) fue un Atleta estadounidense especialista en pruebas de velocidad que fue campeón olímpico de 100 y 200 metros en los Juegos de Los Ángeles 1932. Recibía el apodo "El expreso de medianoche" ("Midnight express").
Comenzó a destacar en el atletismo en su época adolescente. Siendo estudiante de secundaria se proclamó campeón estatal en 100 y 200 metros. Más tarde acudió a la Universidad de Míchigan, donde se graduaría en 1931.
El 25 de mayo de 1929 estableció en Evanston, Illinois, un nuevo récord mundial en la prueba de 100 yardas con 9,5, registro que igualaría un par de semanas más tarde en Chicago. Ese mismo año igualaría hasta en cinco ocasiones el récord mundial de los 100 metros, que por esa época estaba en 10,4.
Su gran momento llegaría en los Juegos Olímpicos de Los Ángeles 1932, donde compitió en 100 y 200 metros. En principio el papel de favorito correspondía a su compatriota Ralph Metcalfe, que le había derrotado en ambas distancias durante las pruebas de selección de su país para los Juegos. Sin embargo en la cita olímpica el resultado sería justo al revés. En la final de los 100 metros, Tolan consiguió la victoria por muy escaso margen sobre Metcalfe, y su marca de 10,3 igualaba el vigente récord mundial. 
En los 200 metros de nuevo logró la victoria con 21,2 (récord olímpico), en una prueba en la que los estadounidenses ganaron las tres medallas de juego, con la plata para George Simpson (21,4) y el bronce para Ralph Metcalfe (21,5).
Tolan podría haber ganado una tercera medalla de oro en los relevos 4 x 100 metros, pero de forma llamativa ni Tolan ni Metcalfe integraron el cuarteto estadounidense en esta prueba, que pese a todo logró la victoria con un nuevo récord mundial.
Tras los Juegos Eddie Tolan se retiró de las pistas, aunque participó ocasionalmente en algunas carreras cobrando dinero. Entre sus varias profesiones, ejerció durante un tiempo como artista de vaudeville, actuando junto al famoso bailarín Bill Robinson. También fue profesor de escuela.
Falleció en Detroit en 1967 a la edad de 58 años, víctima de un ataque al corazón. 
Eddie Tolan fue el primer atleta negro en ganar dos medallas de oro en unos Juegos Olímpicos. A lo largo de su etapa atlética venció en aproximadamente trescientas carreras, y solo fue derrotado en siete. 
En 1982 fue incluido en el Salón de la Fama del atletismo de su país.
| Predecesor: Percy Williams | Campeón Olímpico de 100 metros lisos Los Ángeles 1932 | Sucesor: Jesse Owens |
| Predecesor: Percy Williams | Campeón Olímpico de 200 metros Los Ángeles 1932       | Sucesor: Jesse Owens |